# Oppidum de Bar-sur-Aube
L'oppidum de Bar-sur-Aube, également connu sous le nom de oppidum de Saint-Germaine est un oppidum situé à Bar-sur-Aube, en France.

## Description
Il s'agit d'un petit oppidum de 10 hectares, de type éperon barré. Une seconde fortification isole à l'intérieur la partie nord du site. L'oppidum, attribué aux Lingons, a été peu fouillé. Les quelques découvertes permettent de supposer l'existence d'une ou plusieurs nécropoles et d'un atelier monétaire, une matrice monétaire à l'effigie de Togirix - monnaie attribuée aux Séquanes - ayant été retrouvée.
En contrebas, sous la ville actuelle de Bar-sur-Aube, se trouvent des vestiges attribués à la ville de Segessera, mentionnée sur la table de Peutinger.

## Localisation
L'oppidum est situé sur la commune de Bar-sur-Aube, dans le département français de l'Aube.

## Historique
L'édifice est inscrit au titre des monuments historiques en 1980.